# Saint-Siffret
Saint-Siffret är en kommun i departementet Gard i regionen Occitanien i södra Frankrike. Kommunen ligger i kantonen Uzès som tillhör arrondissementet Nîmes. År 2022 hade Saint-Siffret 1 121 invånare.

## Befolkningsutveckling
Antalet invånare i kommunen Saint-Siffret
Referens:INSEE